# Шибиринівка
Шибирині́вка — село в Україні, у Михайло-Коцюбинській селищній громаді Чернігівського району Чернігівської області. До 2016 орган місцевого самоврядування — Шибиринівська сільська рада.
Населення становить 404 особи.

## Історія
За даними на 1859 рік у козацькому, казенному й власницькому селі Чернігівського повіту Чернігівської губернії мешкало 552 особи (269 чоловічої статі та 283 — жіночої), налічувалось 89 дворових господарств, існувала православна церква.
Станом на 1886 у колишньому державному й власницькому селі Антонівської волості мешкало 695 осіб, налічувалось 111 дворових господарств, існували православна церква, постоялий будинок, 7 водяних млинів.
За переписом 1897 року кількість мешканців зросла до 836 осіб (407 чоловічої статі та 429 — жіночої), з яких 816 — православної віри.
05.02.1965 Указом Президії Верховної Ради Української РСР передано Довжицьку, Пльохівську, Рудківську, Хмільницьку та Шибиринівську Ріпкинського району — до складу Чернігівського району.
12 червня 2020 року, відповідно до розпорядження Кабінету Міністрів України № 730-р «Про визначення адміністративних центрів та затвердження територій територіальних громад Чернігівської області», увійшло до складу Михайло-Коцюбинської селищної громади.
19 липня 2020 року, в результаті адміністративно-територіальної реформи та ліквідації Чернігівського району (1923—2020) Чернігівської області, увійшло до складу новоутвореного Чернігівського району.

## Галерея

Шибиринівка (2005 рік)
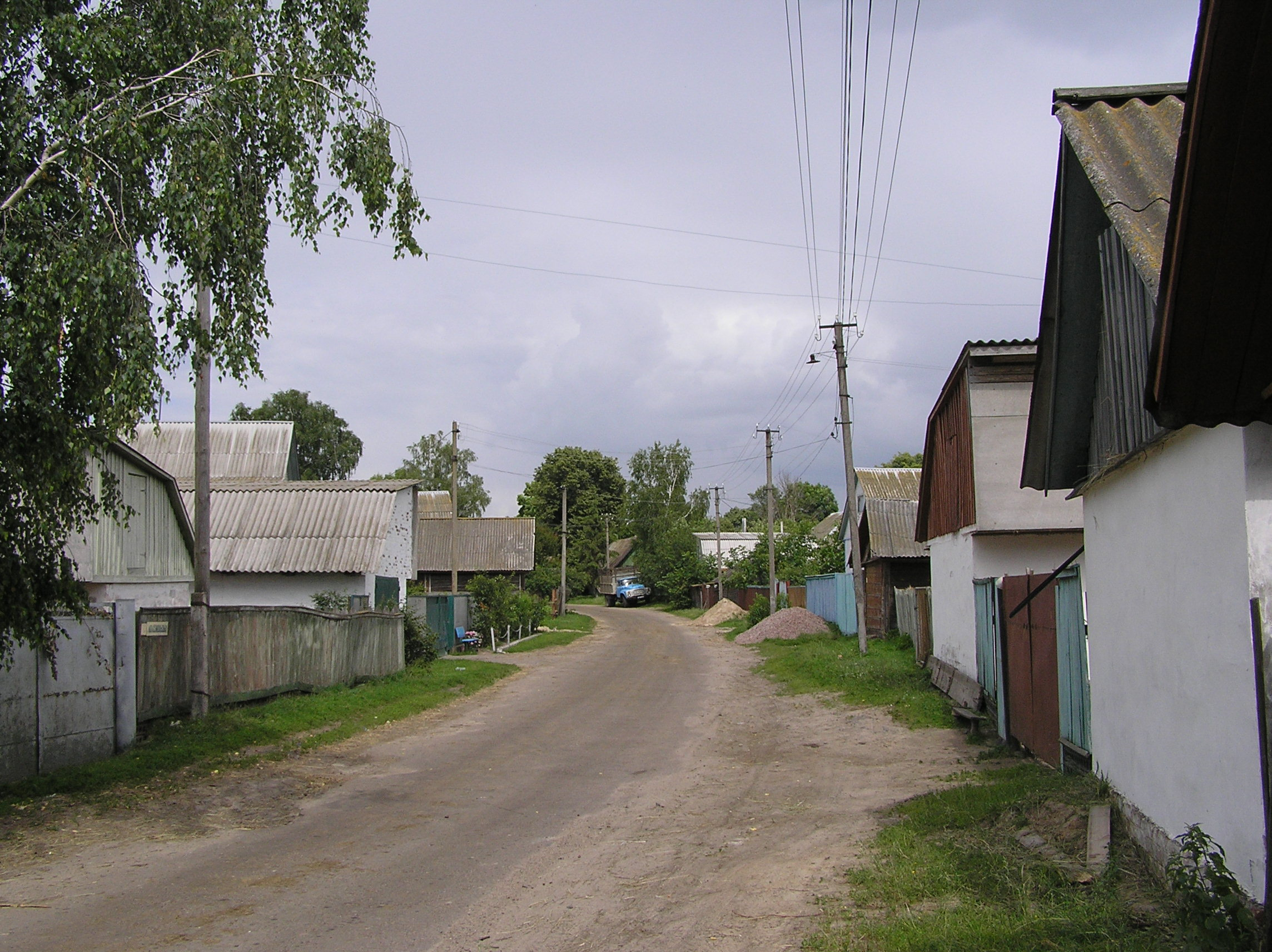
Вулиця
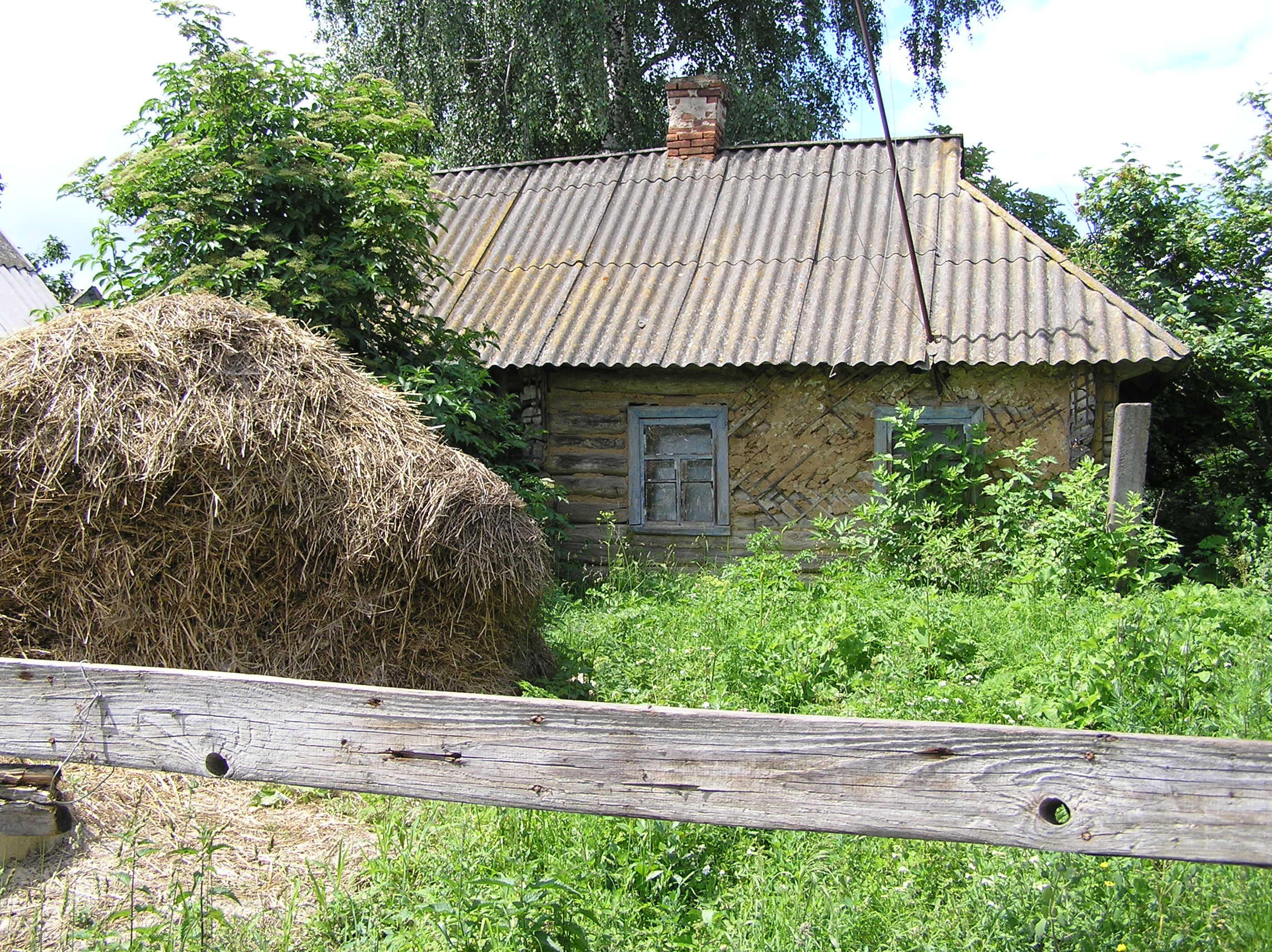
Стара хата
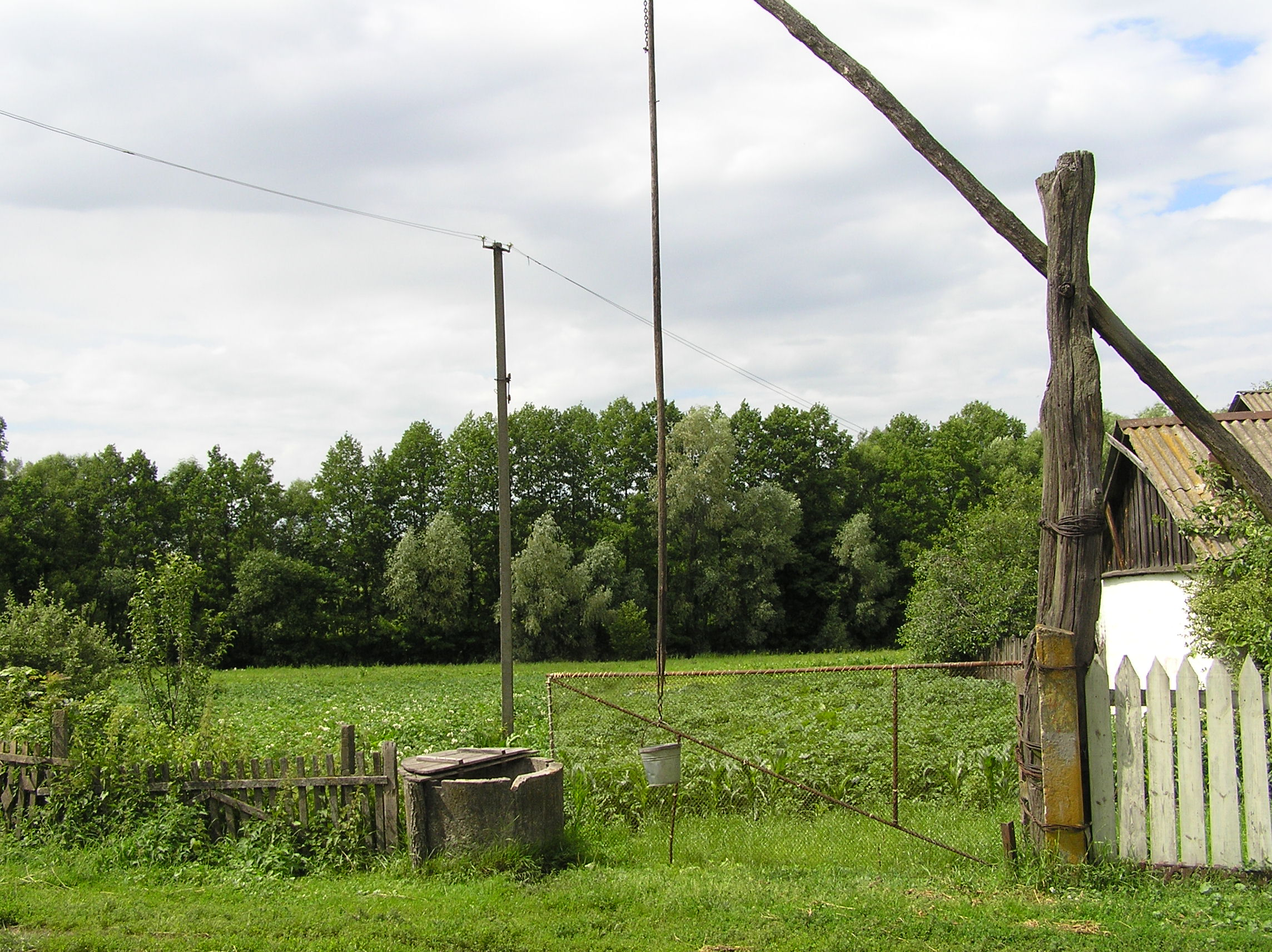
Журавель
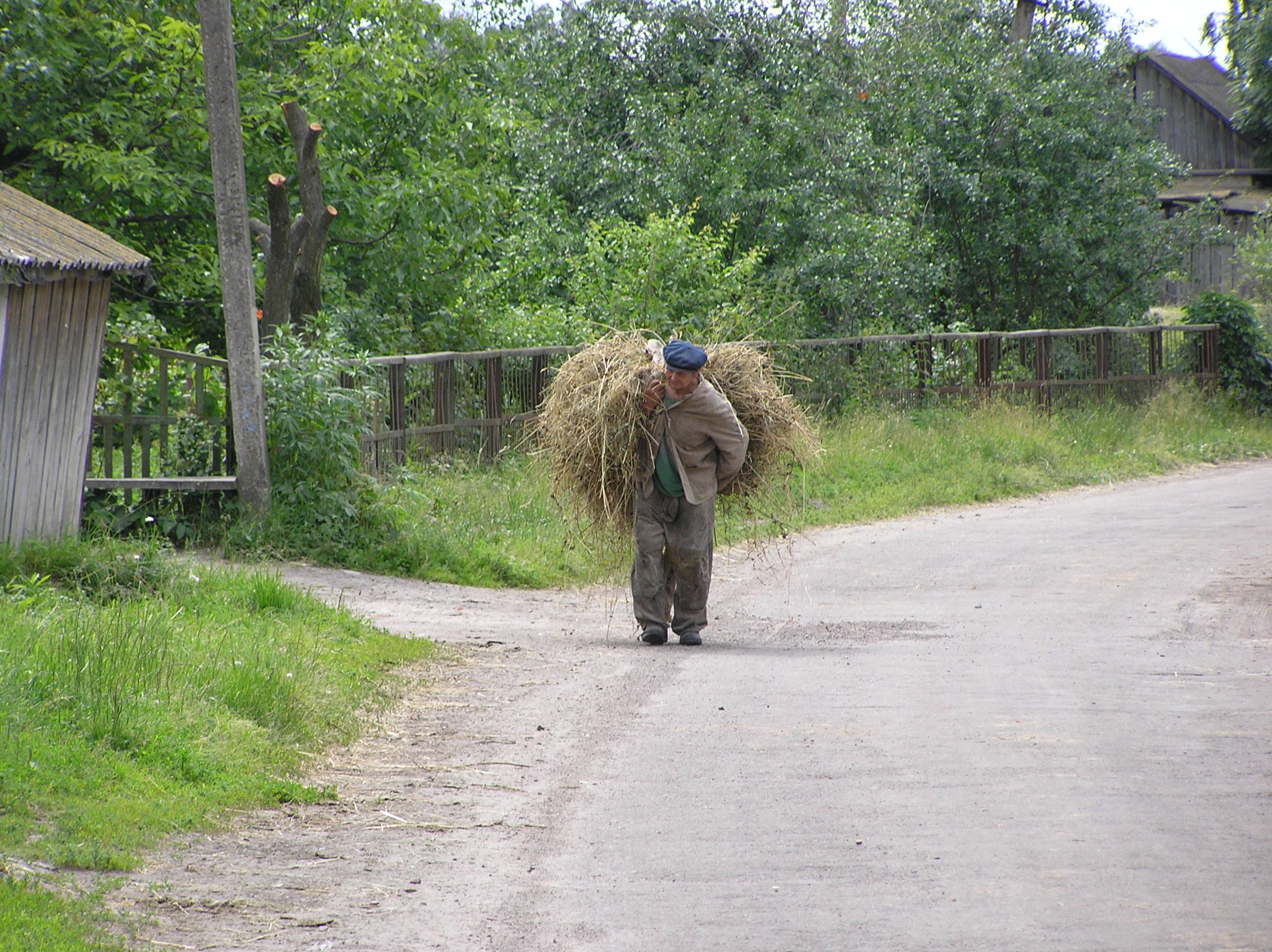
Місцевий житель за роботою
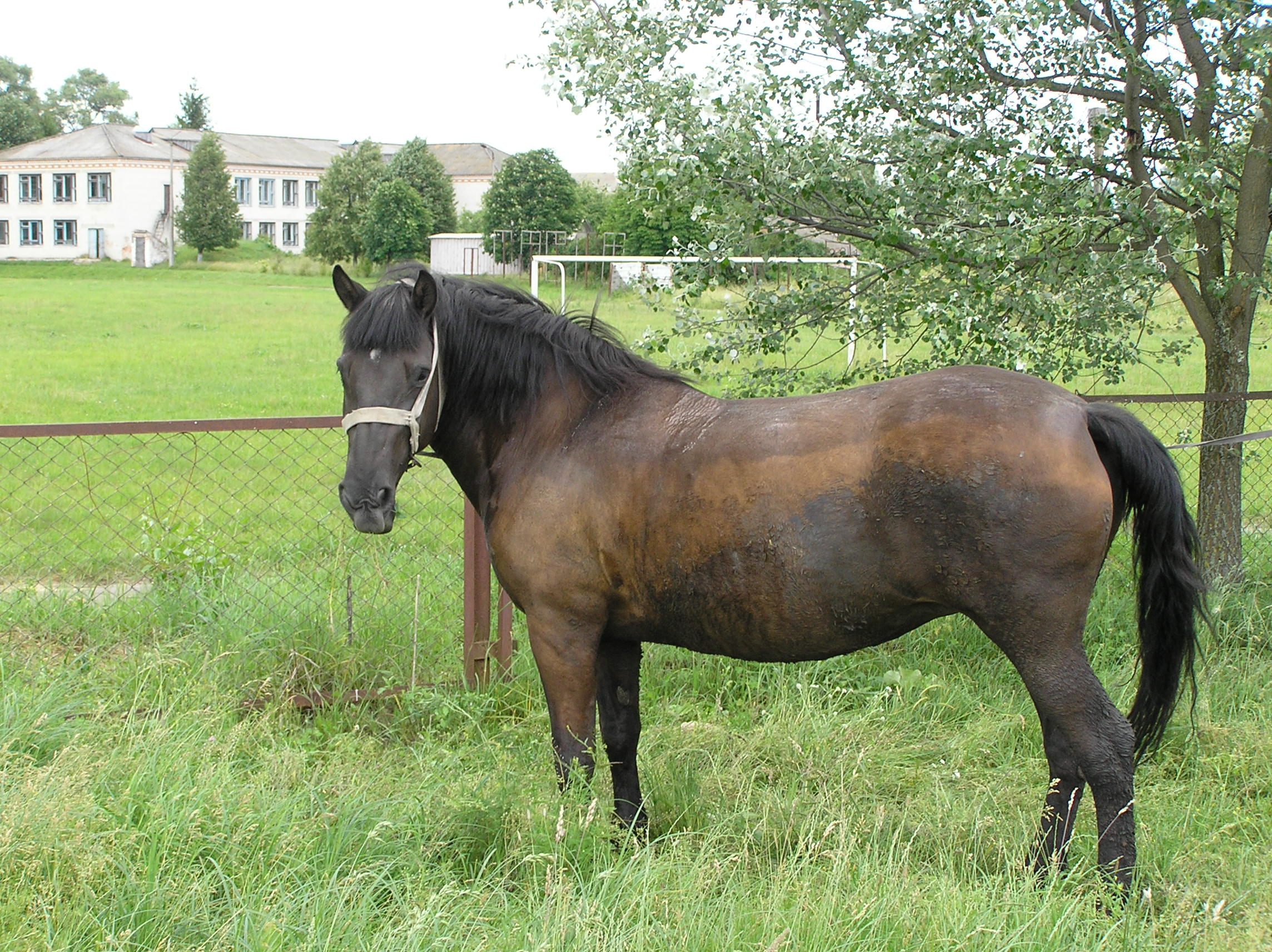
Футбольне поле
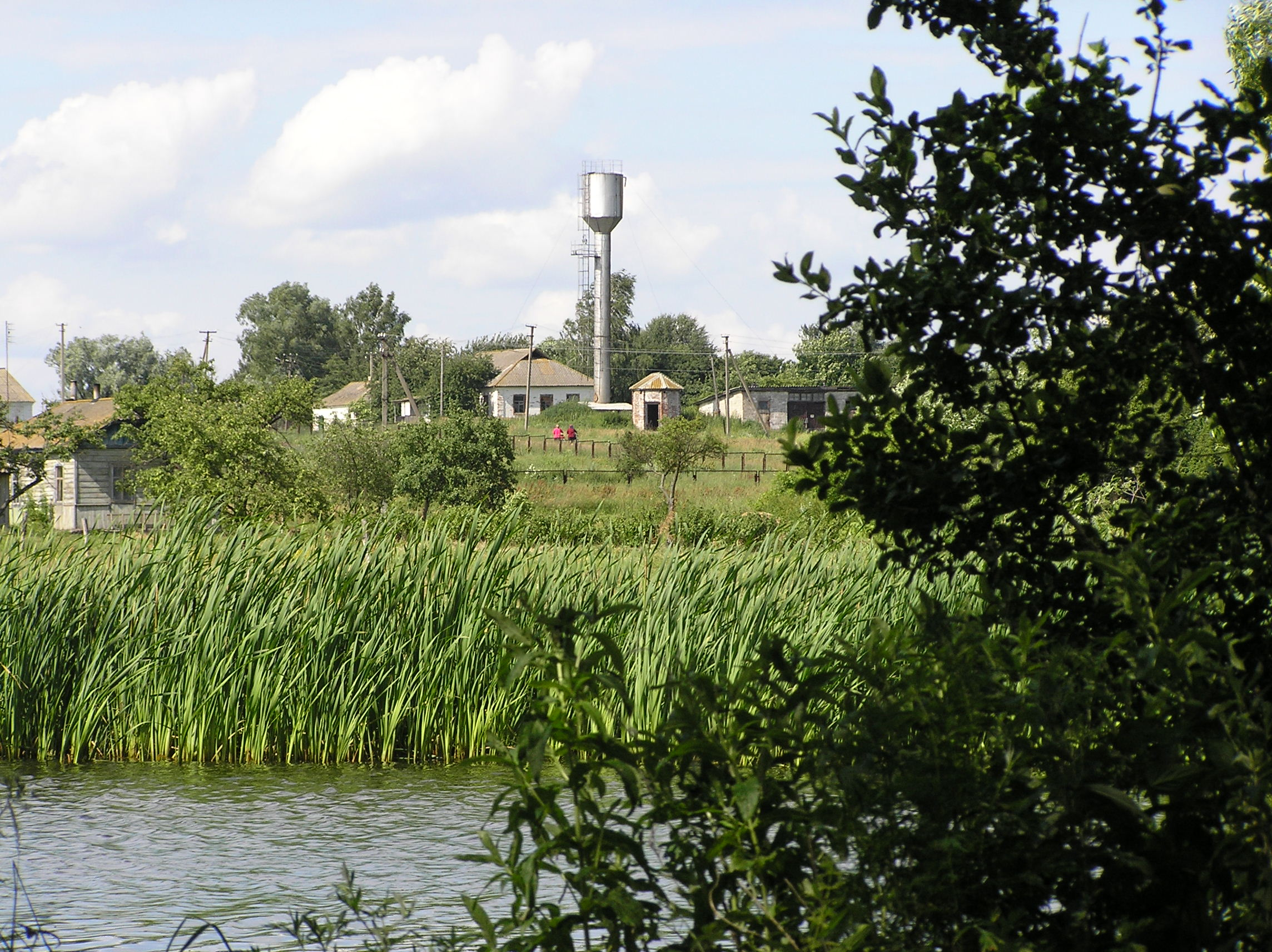
Башта
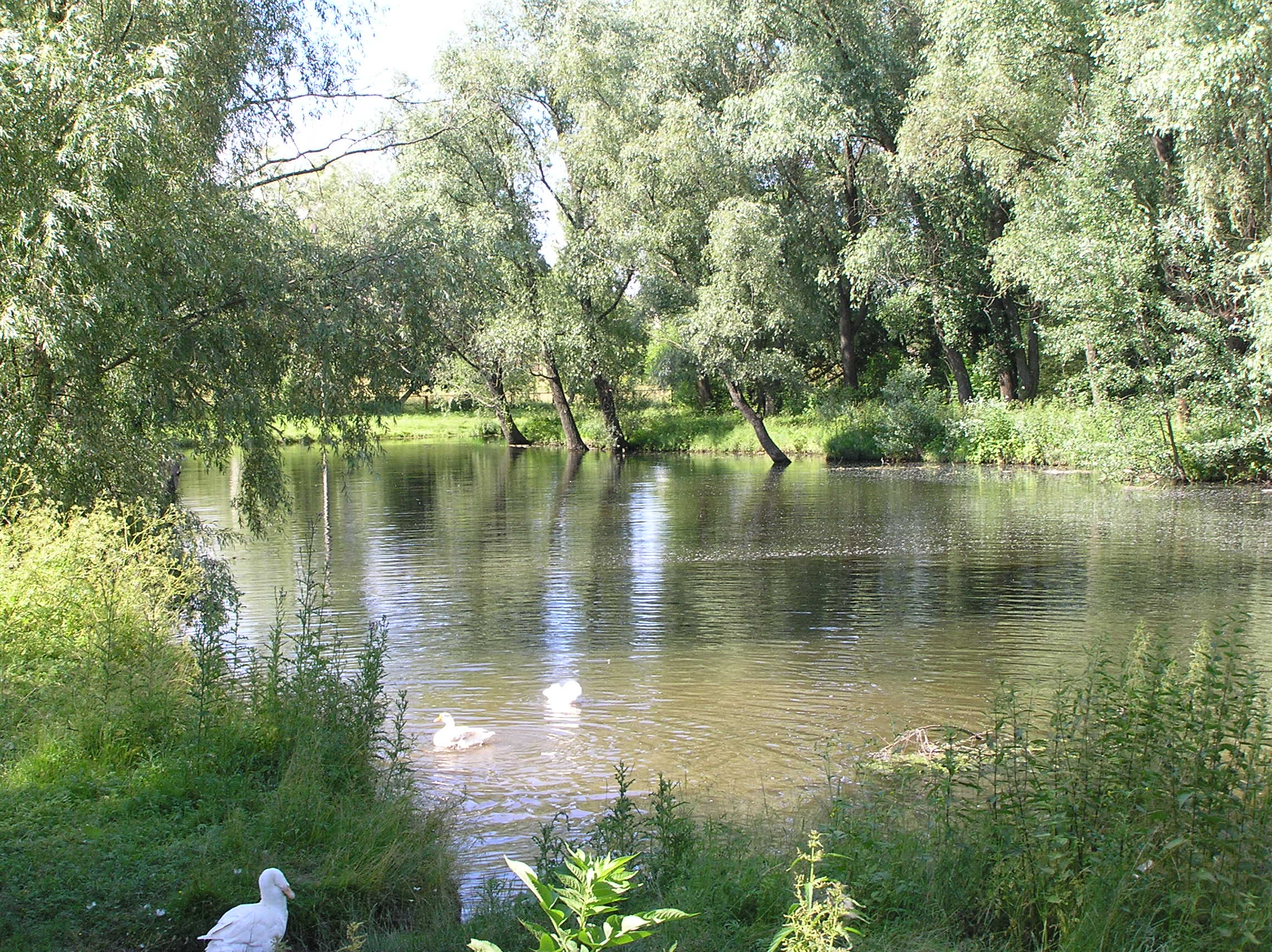
Ставок
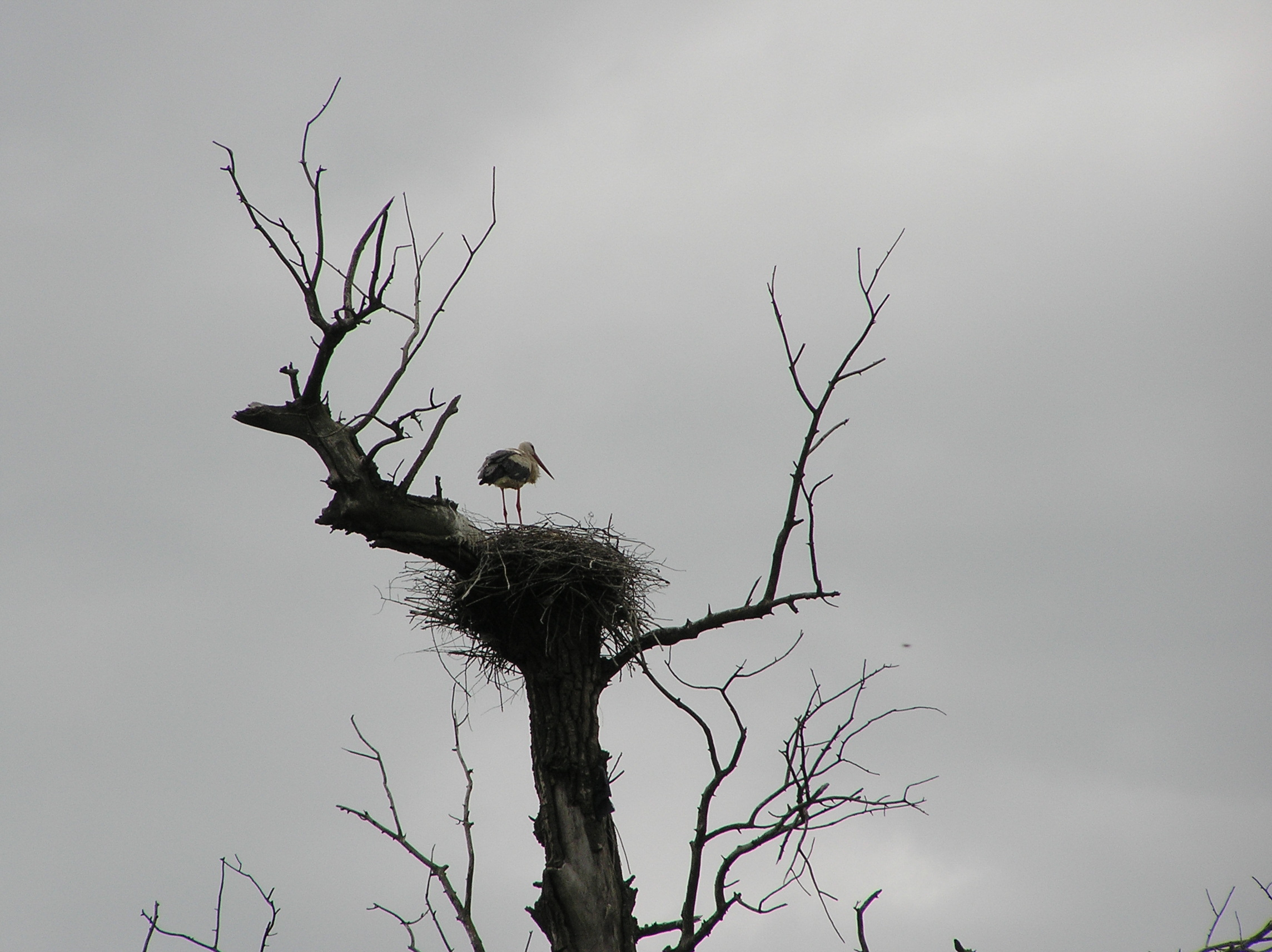
Лелечине гніздо
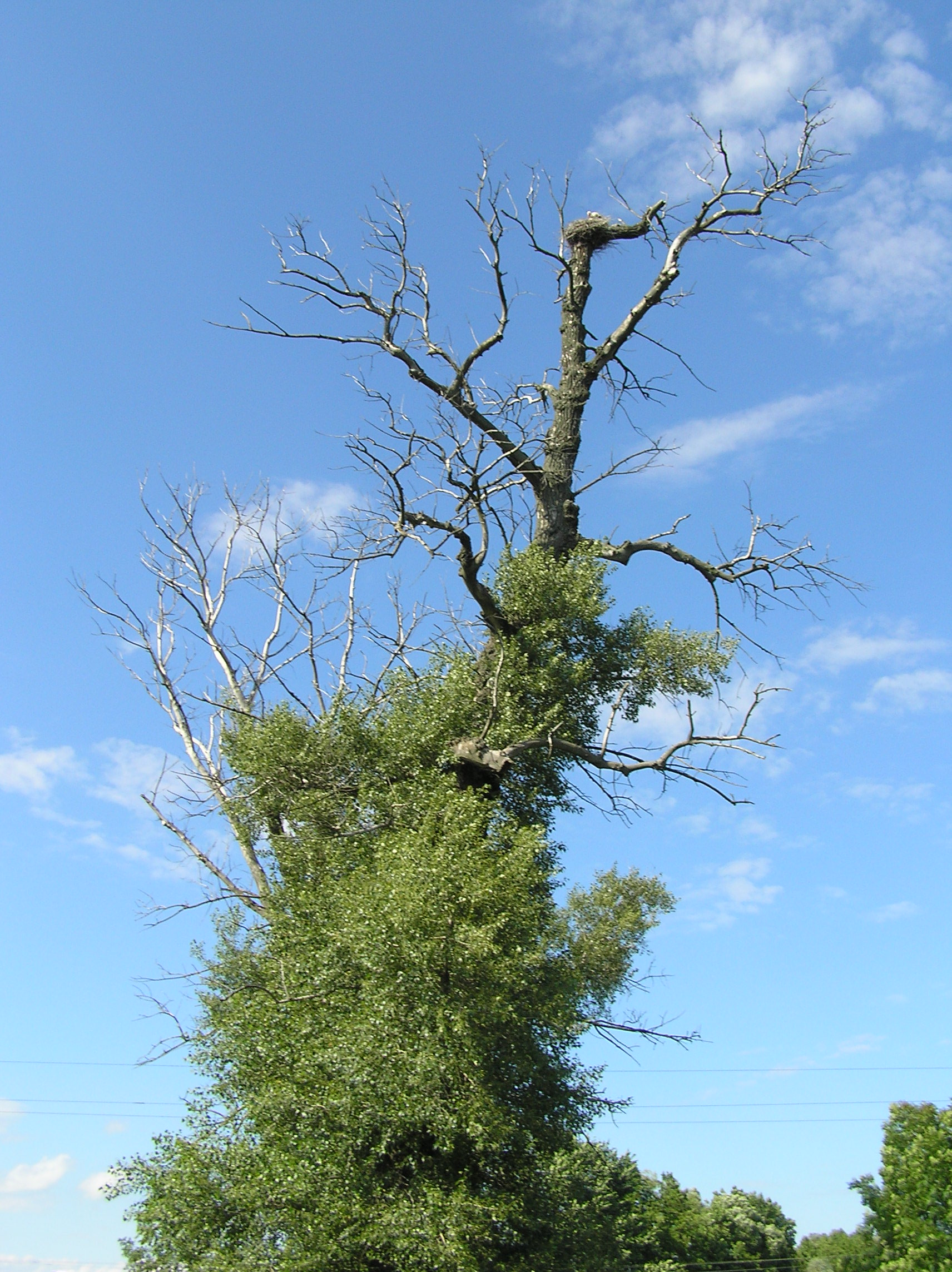
Старий осокір
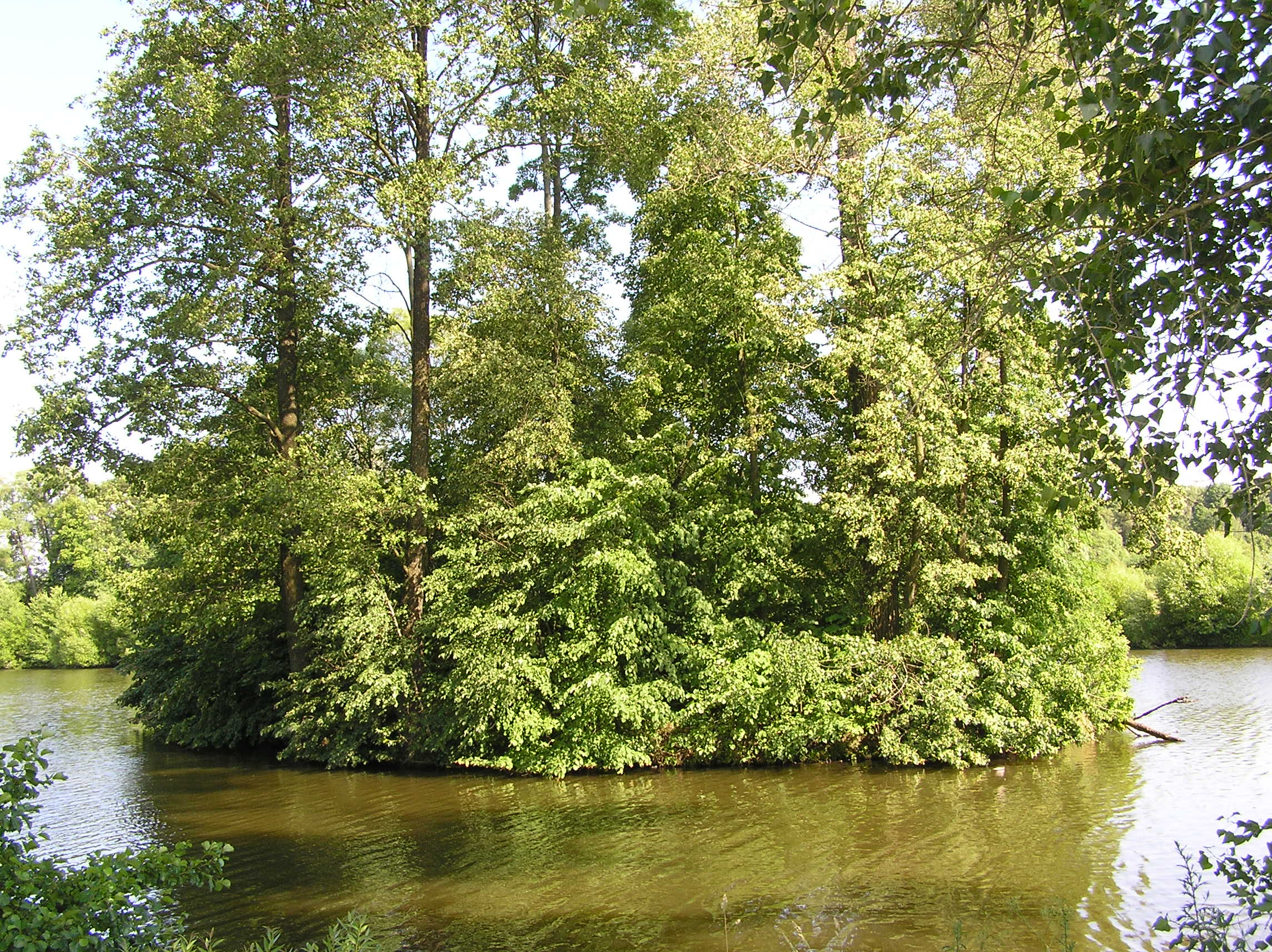
Острівок
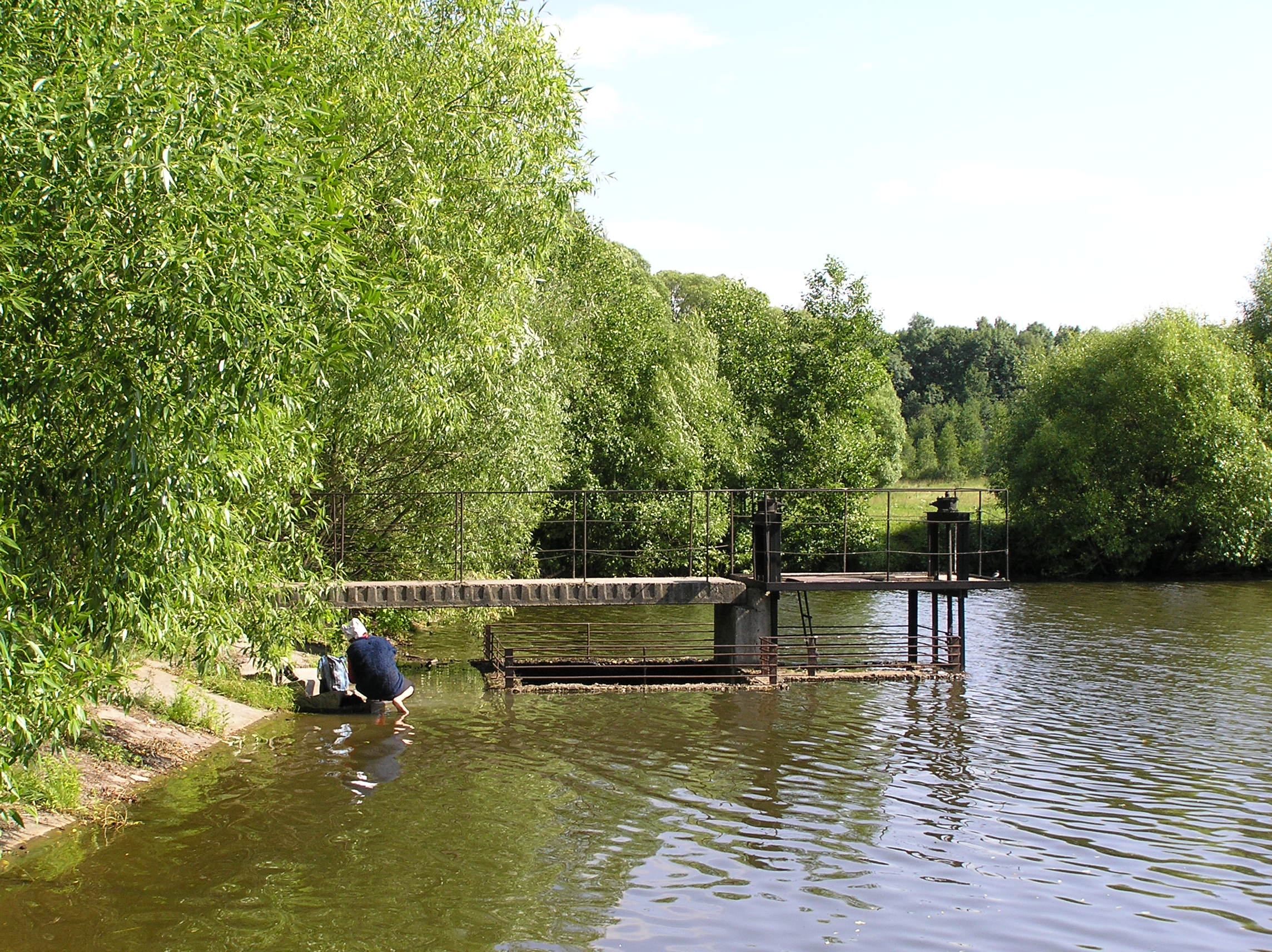
Місток
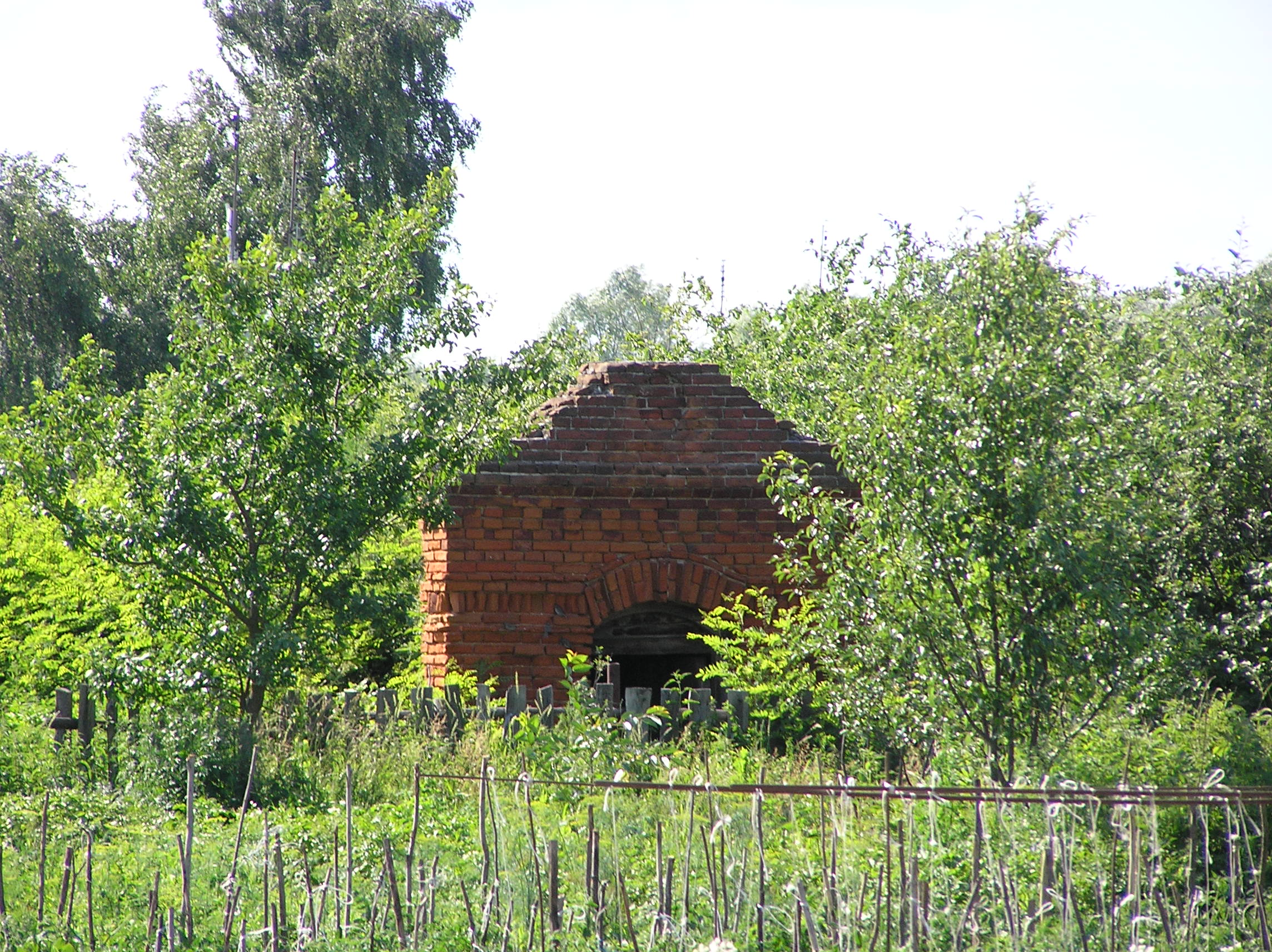
Руїни дореволюційної цегляної будівлі
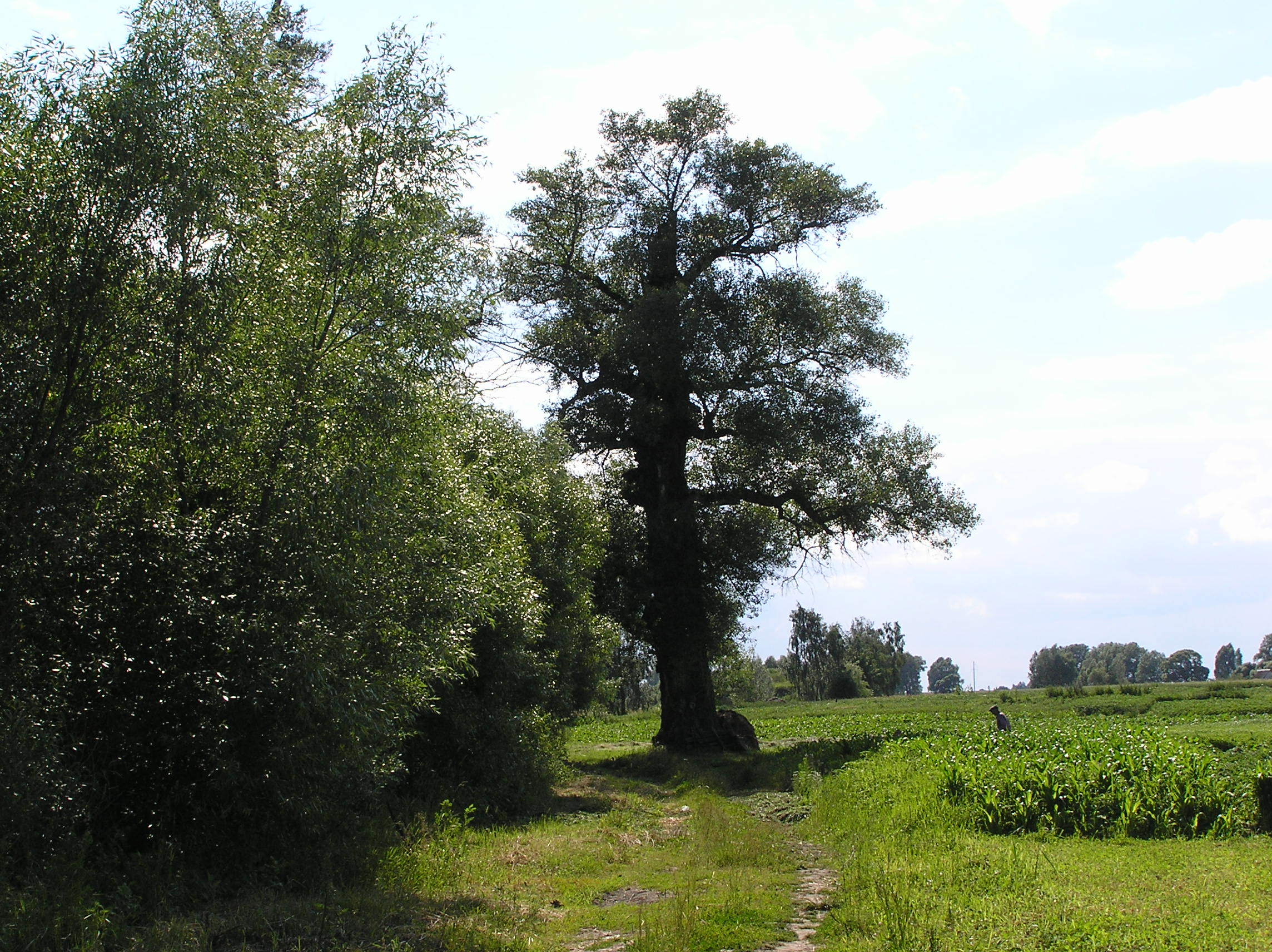
Старе дерево
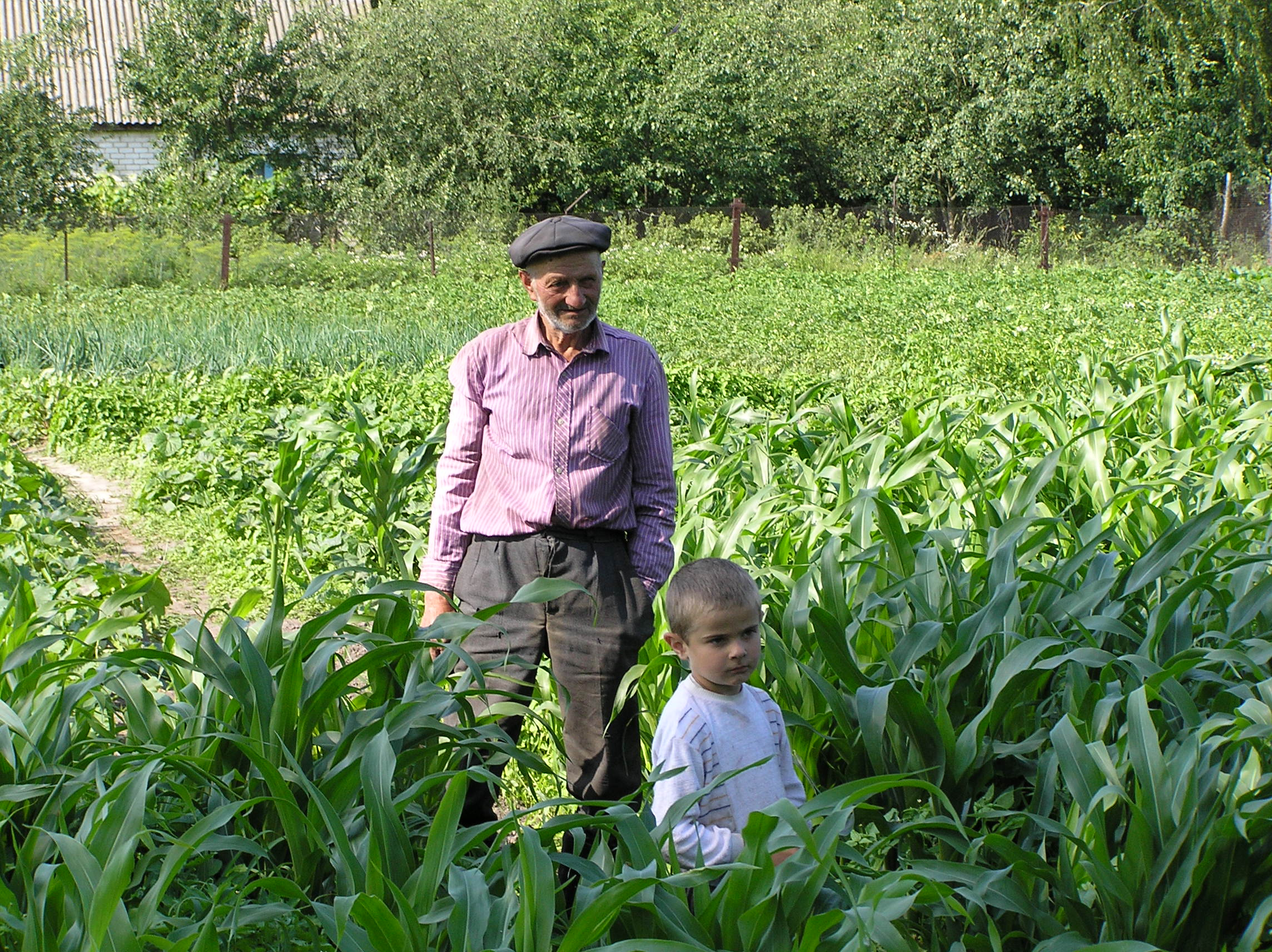
Місцеві жителі
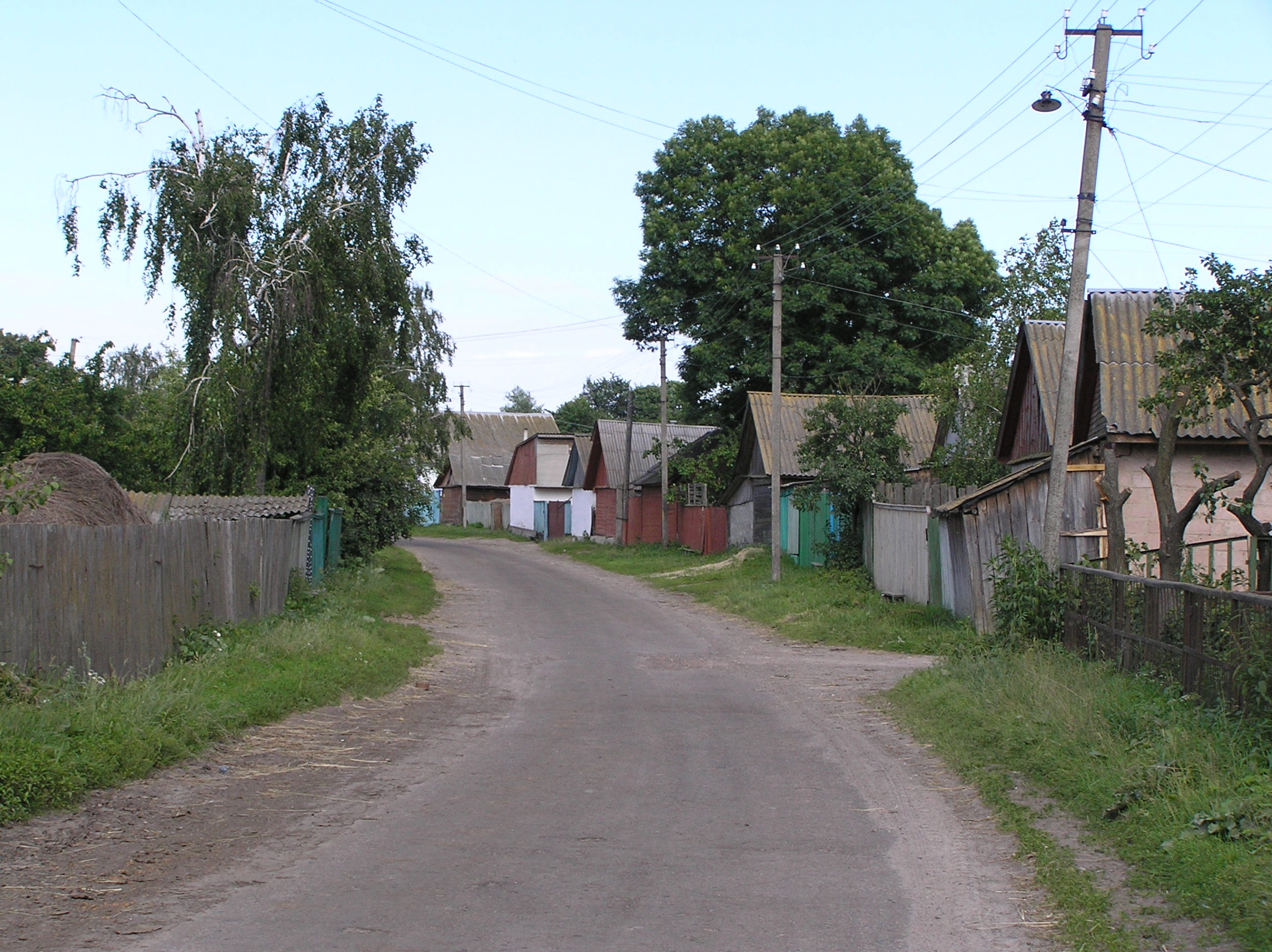
Вулиця
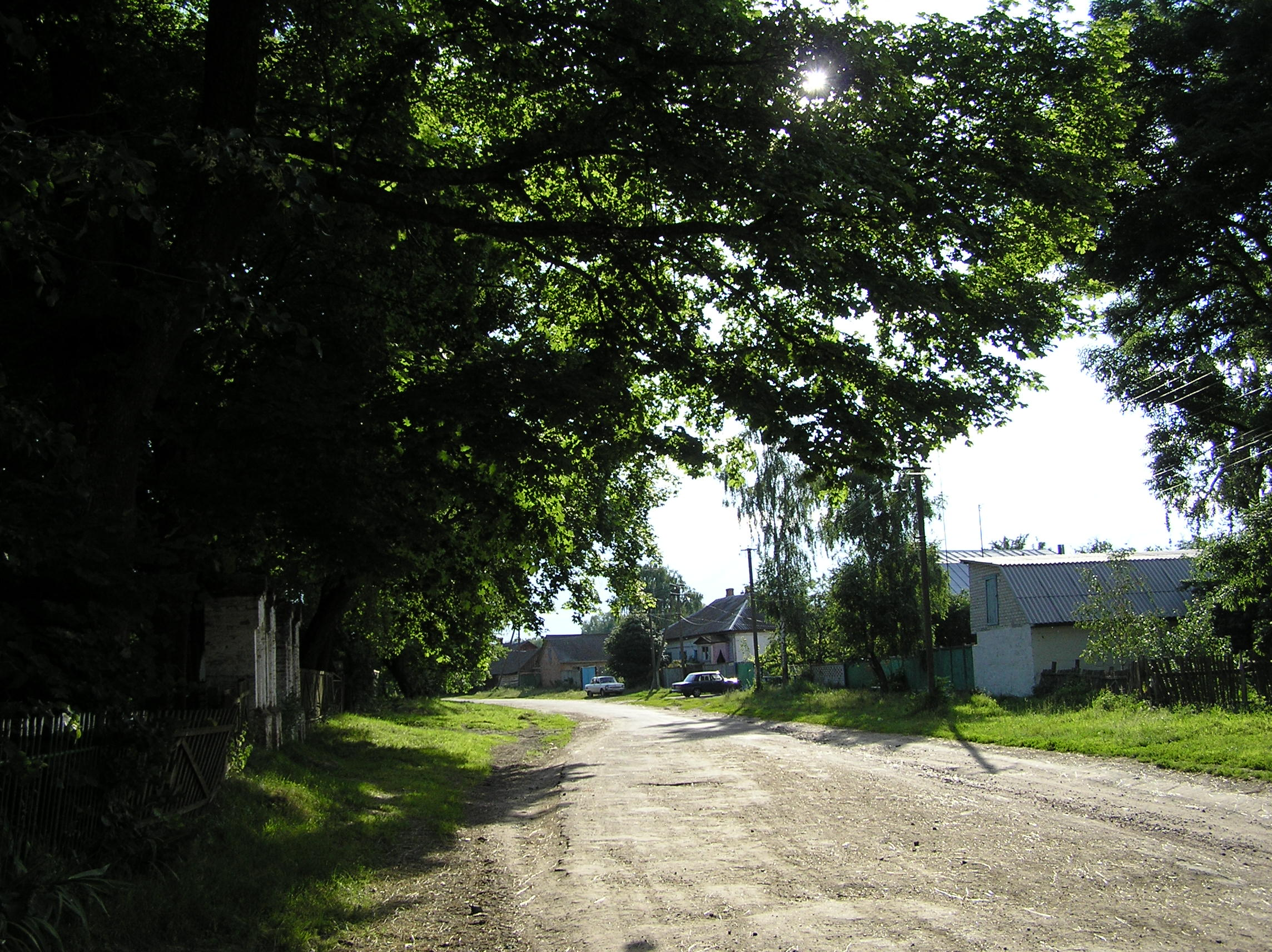
Вулиця

Старовинні документи
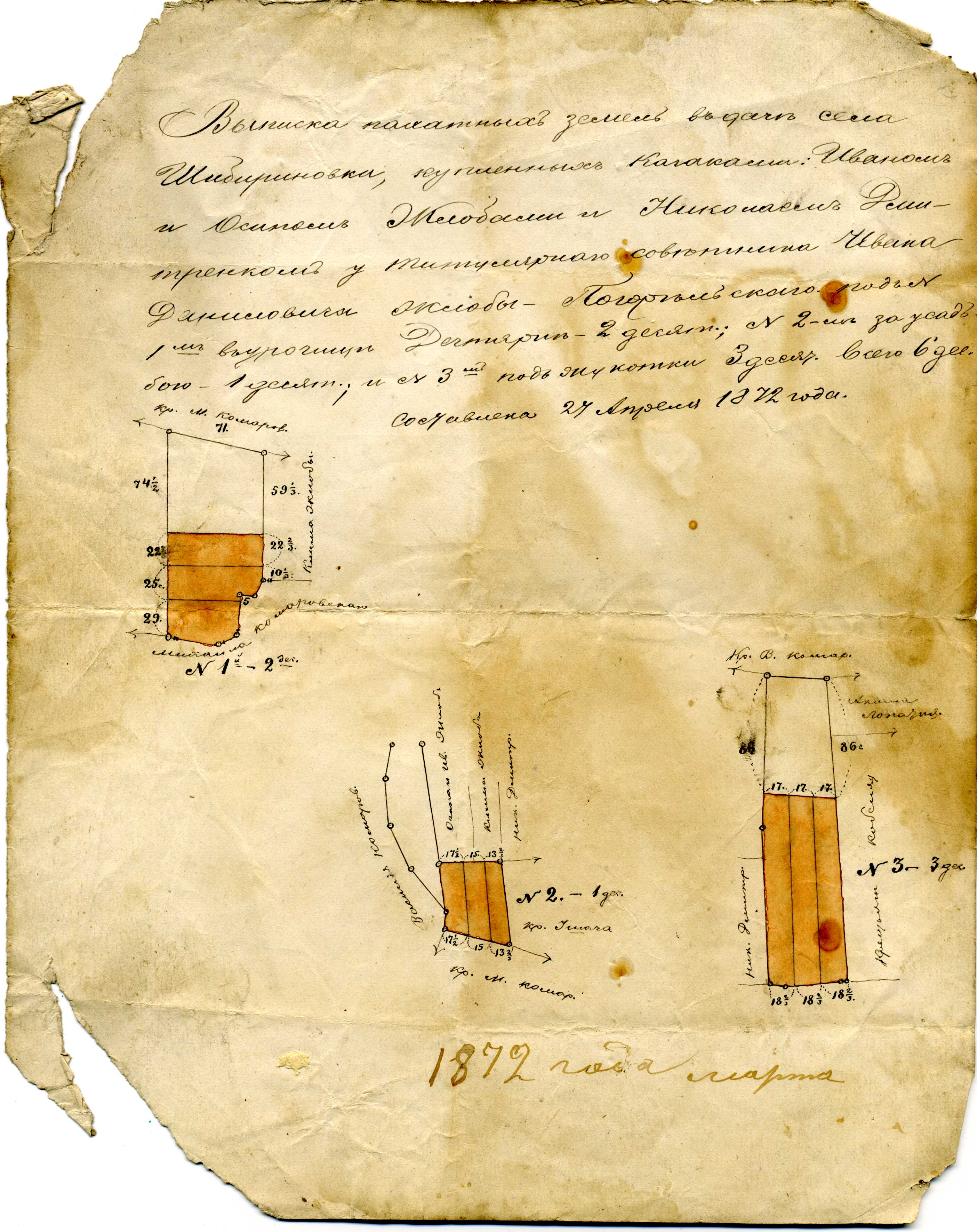
Виписка про купівлю-продаж землі. 1872 р.
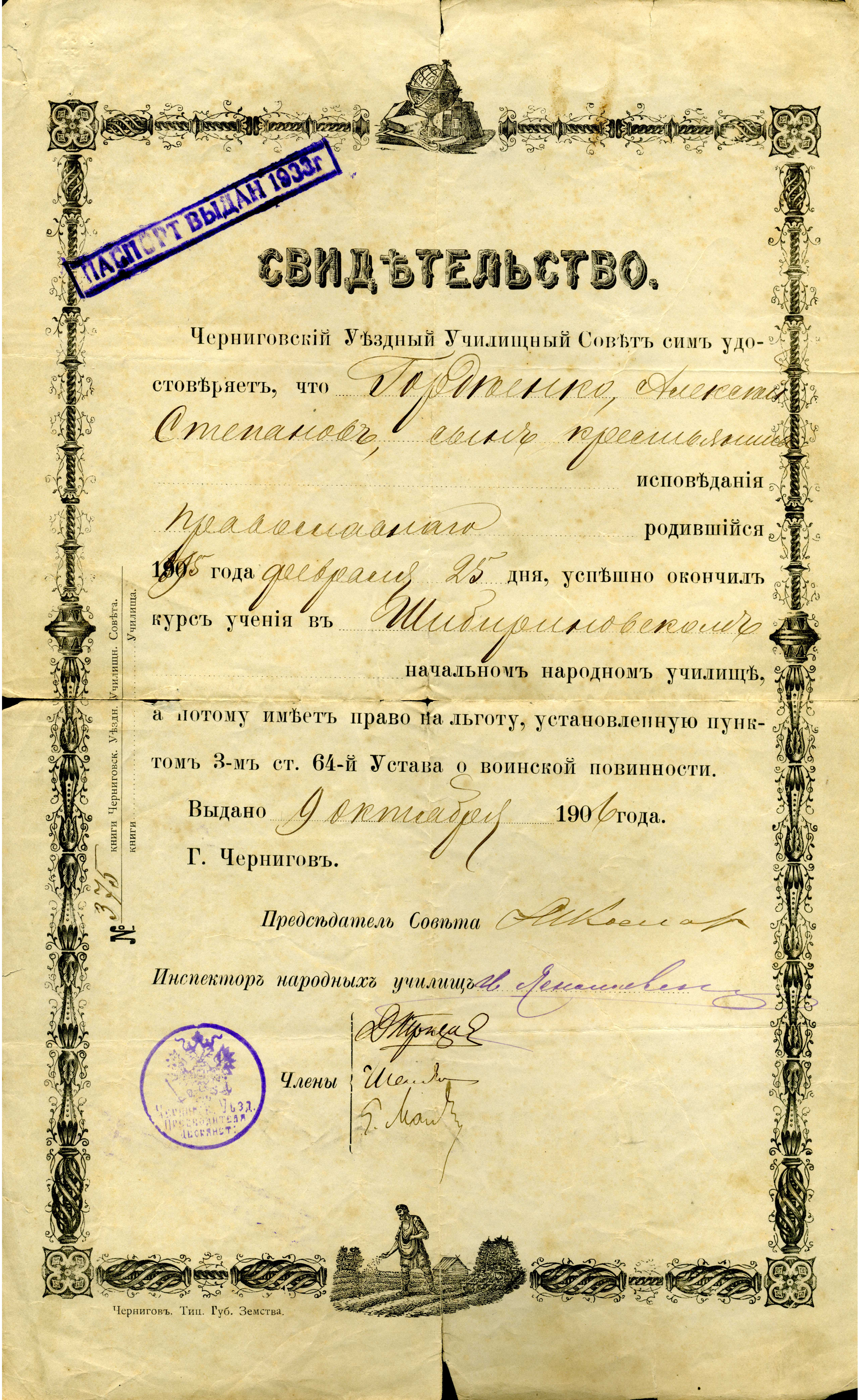
Свідоцтво про закінчення Шибиринівської земської школи. 1906 р.